# Оризари (Пловдивська область)
Ориза́ри (болг. Оризари) — село в Пловдивській області Болгарії. Входить до складу общини Родопи.

## Населення
За даними перепису населення 2011 року у селі проживали 374 особи.
Національний склад населення села:
| Національність   | Кількість осіб | Відсоток |
| ---------------- | -------------- | -------- |
| болгари          | 321            | 86,5%    |
| цигани           | 48             | 12,9%    |
| не визначились   | 0              | 0%       |
| Всього відповіли | 371            |          |

Розподіл населення за віком у 2011 році:
Динаміка населення: